# Trachypetrella rana
Trachypetrella rana är en insektsart som först beskrevs av Henri Saussure 1888.  Trachypetrella rana ingår i släktet Trachypetrella och familjen Pamphagidae. Inga underarter finns listade i Catalogue of Life.